# Klarvattentjärnen (Jokkmokks socken, Lappland, 738037-172020)
Klarvattentjärnen är en sjö i Jokkmokks kommun i Lappland och ingår i Luleälvens huvudavrinningsområde.